# Reflexiones sobre la guillotina
Reflexiones sobre la guillotina es un ensayo de Albert Camus publicado en La Nouvelle Revue française (números 54 y 55) en junio y julio de 1957, en el que denuncia la pena de muerte. El mismo año, el ensayo apareció con idéntico título en la obra Reflexiones sobre la pena capital (Réflexions sur la peine capitale), donde se codeaba con el ensayo Reflexiones sobre la horca (Réflexions sur la potence) de Arthur Koestler y con La pena de muerte en Francia (La Peine de mort en France) de Jean Bloch-Michel.

## Contexto histórico
Desde sus inicios literarios, Camus había querido compartir sus pensamientos sobre el problema de la pena máxima: El otro lado y el lugar (L’Envers et l’endroit), escrito a los 22 años, guarda huellas de ello.  A la edad de 44 años, dos años y medio antes de su muerte accidental, Camus sintió la necesidad de expresar de manera sintética y virulenta el disgusto físico, filosófico y humanista que le inspiraba un dolor nacido de la barbarie y justificado por un pensamiento equivocado.  Como señala Pierre de Boisdeffre, en La Peste Camus ya había mencionado una escena de ejecución capital por fusilamiento. En la novela, Jean Tarrou, vecino del doctor Rieux, se pronuncia contra la pena de muerte: “el más abyecto de los asesinatos". 
Marie Naudin, en un artículo publicado en la Revue d'histoire littéraire de la France en 1972, señala la evidente relación entre esta obra y El último día de un condenado a muerte (Dernier jour d’un condamné) de Victor Hugo: los argumentos sobre el carácter público supuestamente disuasorio de la pena de muerte, su carácter arcaico, las reacciones de la multitud, las circunstancias sociales atenuantes, el impacto en las familias, etc; no pueden ser una pura coincidencia. 
Mark Orme sitúa los comentarios de Camus contra la pena de muerte en el contexto más amplio de la evolución de sus ideas sobre la justicia. Éstas, que se basan en las nociones de compasión y sensibilidad, se agudizaron a través del contacto con la pobreza, la suya y luego la de Cabilia, cuando tenía 26 años. Se basan en el empirismo y  el pragmatismo más que en el idealismo político. Camus también toma conciencia del peso que ejercen las fuerzas externas –el determinismo social, la opresión colonialista, la barbarie nazi, las purgas tras la guerra, la rebelión argelina– sobre los individuos, sobre su sentido de justicia, de culpa y sobre su visión de la pena capital. La experiencia de las dictaduras, especialmente las comunistas, finalmente lo convenció de que el desprecio por la ley alcanzaba su máximo nivel cuando un Estado condenaba a muerte a un individuo para mantener su dominación. Orme recuerda que en 1958, un año después de la publicación del ensayo sobre la guillotina, en el prefacio de L'Envers et l'Endroit, Camus continuó su reflexión sobre la noción de "justo" y sobre el derecho a ser un como modelo: “¿Puede realmente predicar la justicia quien ni siquiera puede hacerla reinar en su vida?". 
El pensador Thomas Merton analizó desde un punto de vista cristiano las Reflexiones sobre la guillotina, el problema de la pena capital en La peste y la visión crítica de Camus sobre la Iglesia, favorable a la pena de muerte. 

## El propósito del ensayo

### Una anécdota fundacional
El ensayo se abre con una anécdota que Camus volverá a contar, cambiando el nombre del protagonista principal, en el capítulo 6 de El primer hombre.  Su padre había decidido asistir a la ejecución pública del asesino de toda una familia. Se fue con la convicción de una pena merecida, incluso demasiado leve, para regresar pocas horas después, tan disgustado por el espectáculo que vomitó.  “Poco antes de la guerra de 1914, un asesino cuyo crimen fue particularmente repugnante (había masacrado a una familia de agricultores con sus hijos), fue condenado a muerte en Argelia. Se trataba de un trabajador agrícola que había matado en una especie de frenesí de sangre, pero había empeorado su caso robando a sus víctimas. El asunto tuvo un gran impacto. En general, se consideró que la decapitación era un castigo demasiado leve para un monstruo así. " [...] "Mi madre sólo dice que llegó corriendo a casa, con el rostro alterado, se negó a hablar, se acostó un momento en la cama y de repente empezó a vomitar. " [...] " cuando la justicia suprema sólo hace vomitar al hombre honesto al que se supone debe proteger, parece difícil sostener que su objetivo, como debería ser su función, es traer más paz y orden a la ciudad. Al contrario, parece que no es menos repugnante que el crimen y que este nuevo asesinato, lejos de reparar la ofensa cometida al cuerpo social, añade una nueva mancha al primero."

### El objetivo y el método de Camus
El autor explica que el objetivo de su lucha es la abolición de la pena de muerte en una Francia que sigue siendo, con esta otra democracia que es el Reino Unido y con la dictadura española, el único país de Europa occidental que ejecuta a los condenados.
Sin embargo, a diferencia de otros, él no habla de ello en voz baja. Quiere escribir sin rodeos sobre lo que considera una carnicería, sin utilizar los eufemismos habituales. En el cuento Entre sí y no, hace decir al narrador: 

No nos digan del condenado: “Va a pagar su deuda con la sociedad”, sino: “Le vamos a cortar el cuello”.

## Primer principio fundacional de la pena de muerte: ejemplaridad

### La necesidad por ejemplo
La posición de los antiabolicionistas se basa en el concepto de ejemplaridad. De hecho, sólo el ejemplo de un castigo terrible que suscita el miedo a la muerte puede disuadir el crimen.

Sabemos que el principal argumento de los partidarios de la pena de muerte es el carácter ejemplar del castigo. Las cabezas no sólo se cortan para castigar a sus portadores, sino también para intimidar, con un ejemplo aterrador, a quienes estarían tentados a imitarlas. La sociedad no se venga, sólo quiere prevenir. Levanta la cabeza para que los candidatos a asesinato puedan leer allí su futuro y dar un paso atrás.

### El contraargumento de Camus

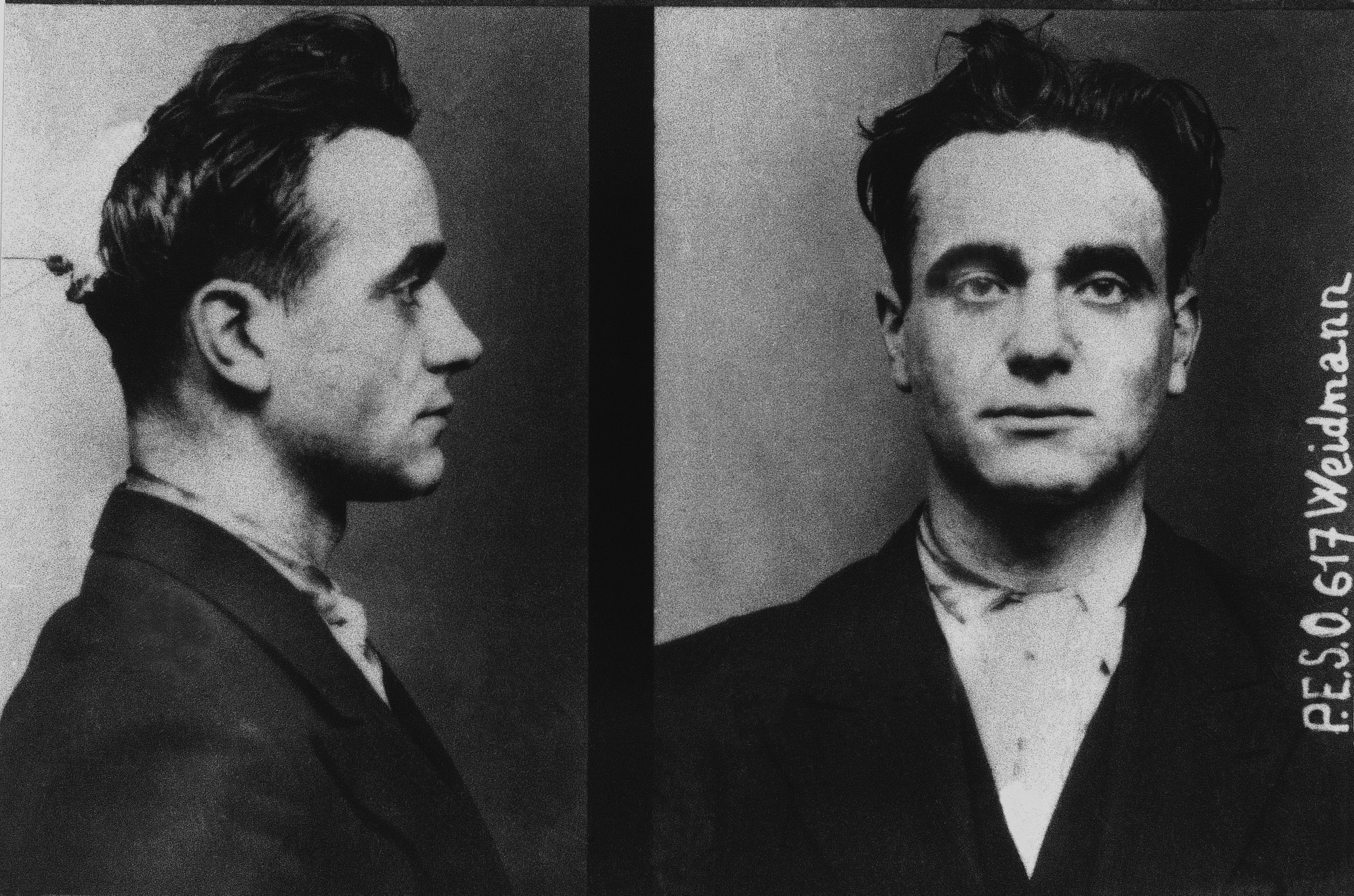
Fotografía antropométrica de Eugène Weidmann

Originalmente, una pena ejemplar se basaba en su carácter público. : al crear terror, el espectáculo del asesinato evitó el crimen. Sin embargo, las ejecuciones ya no son públicas. Argumentando que era importante no complacer los instintos sádicos, las autoridades decidieron en 1939 que las ejecuciones se llevarían a cabo dentro de las cárceles. Se logra así esta misma lógica del ejemplo inducida por el espectáculo de la ejecución.
Pero, sobre todo, para Albert Camus esta deseada ejemplaridad de la sentencia, en nombre de una sacralización de la sociedad, es peligrosa. : " Matamos por una nación o por una clase deificada. Seguimos matando por una sociedad futura que también está divinizada." 

## Segundo principio fundacional de la pena de muerte: disuasión

### Las virtudes del miedo
La pena capital, dicen sus defensores, es un freno al crimen : infunde tal miedo que tiene un innegable efecto disuasorio. El corolario de esta convicción es que una sociedad que aboliera la pena de muerte sufriría un aumento significativo de los delitos.

### Los contraargumentos de Camus

#### La pena de muerte no afecta a los peores criminales
Camus se basa en las estadísticas publicadas por Arthur Koestler en Réflexions sur la gallows.  Uno de ellos data de 1886 y muestra que 164 de los 167 condenados a muerte en la prisión de Bristol habían estado presentes al menos en una ejecución. Otro, de principios del siglo XX, revela que de 250 condenados ahorcados por diversos delitos, 170 ya habían presenciado ejecuciones públicas.

### Pena de muerte y límites de la justicia
Albert Camus observa que el verdugo estaba como investido de una función sagrada. Para decidir sobre la vida y la muerte de un ser humano, el juez debería poder alegar su perfecta inocencia, lo cual es imposible, por lo que Camus sostiene que " sin inocencia absoluta no hay juez supremo. "  Estas nociones de responsabilidad y culpa serán para él objeto de constante reflexión. Robert Badinter, en su prefacio a Albert Camus Contra la pena de muerte, cita a Camus escribiendo a Jean Grenier para discutir el dilema filosófico que lo atormenta.: “En todo culpable hay un elemento de inocencia. Esto es lo que hace que cualquier sentencia de muerte sea repugnante", añadiendo : “el hombre no es inocente y no es culpable. ¿Cómo salir de allí?" 

## Pena de muerte e ideología

### Pena de muerte y nueva ideología
Hoy, afirma Camus, los asesinatos perpetrados por el Estado superan con creces a los cometidos por individuos  y las prisiones están llenas de convictos políticos más que de delincuentes y criminales. La pena de muerte fue utilizada con fines políticos en una serie ininterrumpida de represalias del estalinismo que llevó a cabo sus purgas; por el nazismo que ejecutó a la Resistencia; durante la purga de posguerra que se vengó de Robert Brasillach;  tanto por los rebeldes argelinos como por el Estado francés que los condenó a muerte.
Camus cita al abolicionista belga Adolphe Francart (1829-1908): “La vida del hombre deja de ser sagrada cuando creemos que es útil matarlo”, especialmente en una escala tan amplia. Además, es urgente abolir la pena capital para reafirmar la primacía de la persona sobre el cuerpo social, para afrontar sus límites en una sociedad cuya arrogancia la lleva a un desorden asesino.

## Las soluciones

### Principios de acción
Camus insiste: no hay en él ningún sentimentalismo, ningún idealismo feliz sobre la naturaleza humana, ninguna creencia en un mundo utópico donde el mal ya no existiría. Al contrario, se trata de demostrar un ”pesimismo razonado, lógica y realismo." En el verano de 1948, en una respuesta a Emmanuel d'Astier de la Vigerie, que le había criticado por ser partidario de la no violencia, Camus explicó que la violencia era, según él, inevitable en determinadas circunstancias, pero "que debemos rechazar cualquier legitimación de la violencia, ya sea que esta legitimación provenga de una razón absoluta de Estado o de una filosofía totalitaria." 
John Foley, en Albert Camus y la violencia política, se refiere, entre otras cosas, a la obra Los justos y al comentario de Camus en Carnets II (1947). Muestra cómo Camus articula las nociones de crimen político, de la culpa que resulta de él, con el castigo que conlleva, ya sea en forma de pena capital o de suicidio experimentado como una sentencia de muerte autoinfligida. 

### Las proposiciones
Una alternativa para Albert Camus es sustituir las ejecuciones por trabajos forzados. A quienes argumentan que este castigo es más inhumano que la muerte, les responde que el argumento no se sostiene, porque entonces ¿por qué no lo propusieron para castigar los delitos más graves? ? En cuanto a aquellos que creen que, por el contrario, no es lo suficientemente riguroso, bueno, replica Camus, es porque han sido tan pervertidos por los principios liberticidas de la sociedad actual que ya ni siquiera tienen en cuenta lo que representa la privación de libertad. En cualquier caso, esta alternativa a la pena de muerte es para Camus sólo un recurso provisional. De hecho, concluye: “No habrá paz duradera hasta que la muerte acontezca". 
Tras la publicación del libro, Albert Camus intervino en varias ocasiones hasta su muerte el 4 de enero de 1960 para intentar salvar a los presos políticos condenados a muerte en Vietnam del Sur, Argelia y Grecia. Sin embargo, no se tiene conocimiento de ninguna posición pública adoptada por el autor durante los 170 casos de common law que terminaron con una ejecución capital.
Cuando el padre de una víctima le pidió, en vista del proceso iniciado el 7 de mayo de1951 que desautorizara al asesino que decía haberse inspirado en Meursault de El extranjero para matar a su hijo, Camus respondió que no sabría cómo prestar su ayuda a la acusación, teniendo sin duda en mente que el asesino estaba arriesgando su cabeza. Sin embargo, Camus reconoció: “Lamentablemente, nada me prueba que este desafortunado asesino no leyó los libros de los que habla y que no actuaron sobre él en el sentido que dice. En este caso, por muy duro que sea para mí, también seré culpable. Este pensamiento es infinitamente más doloroso para mí de lo que puedo decirles." 
Robert Badinter recuerda la respuesta que Camus dio en décembre 1957 a un periodista que le interrogó sobre el efecto que había tenido en Francia la publicación de Reflexiones sobre la guillotina.: “Bueno, lamentablemente no abrió ningún debate." 